# Adiós tristeza
Adiós tristeza es el séptimo álbum de estudio de la banda madrileña Los Secretos, publicado en 1991.

## Descripción
En palabras de Enrique Urquijo el título del álbum es una alusión al contenido del disco, pretendidamente alejado del estilo melancólico con el que se venía catalogando tradicionalmente la música de este grupo.
El disco ha sido clasificado en el puesto 28 en la lista de Los 50 mejores discos del rock español por la revista Rolling Stone.
Incluye temas compuestos por los dos hermanos Urquijo, así como Manolo Tena y la canción Ojos de gata, con letra escrita parcialmente por Joaquín Sabina, que la incluyó con sus propios arreglos y bajo el título de Y nos dieron las diez, en su propio álbum Física y Química.

## Lista de canciones del álbum
| N.º | Título                  | Escritor(es)                                | Duración |  |
| 1.  | «Y no amanece»          | Enrique Urquijo / Álvaro Urquijo            | 4:44     |  |
| 2.  | «El hotel del amor»     | Manolo Tena / Álvaro Urquijo                | 4:16     |  |
| 3.  | «Frío»                  | Manolo Tena / Jaime Asúa                    | 4:00     |  |
| 4.  | «Bailando en el desván» | Álvaro Urquijo / Enrique Urquijo            | 4:22     |  |
| 5.  | «Ojos de gata»          | Enrique Urquijo / Joaquín Sabina            | 3:34     |  |
| 6.  | «Aprendiendo a soñar»   | Manolo Tena / Álvaro Urquijo                | 3:02     |  |
| 7.  | «Te marcharás»          | Enrique Urquijo                             | 3:03     |  |
| 8.  | «Buscando»              | Enrique Urquijo                             | 3:50     |  |
| 9.  | «Vagabundo»             | Enrique Gil / Álvaro Urquijo / Ramón Arroyo | 3:05     |  |
| 10. | «Ya me olvidé de ti»    | M. Salazar                                  | 4:12     |  |
| 11. | «Adiós tristeza»        | Enrique Urquijo                             | 3:22     |  |